# Nectamia
A Nectamia a sugarasúszójú halak (Actinopterygii) osztályához a sügéralakúak (Perciformes) rendjéhez, ezen belül a kardinálishal-félék (Apogonidae) családjához tartozó nem.

## Rendszerezés
A nembe az alábbi 9 faj tartozik:
- Nectamia annularis (Rüppell, 1829)
- Nectamia bandanensis (Bleeker, 1854)
- Nectamia fusca típusfaj (Quoy & Gaimard, 1825)
- Nectamia ignitops Fraser, 2008
- Nectamia luxuria Fraser, 2008
- Nectamia savayensis (Günther, 1872)
- Nectamia similis Fraser, 2008
- Nectamia viria Fraser, 2008
- Nectamia zebrinus (Fraser, Randall & Lachner, 1999)